# Réserve biologique de Guaratiba
La réserve biologique et archéologique de Guaratiba est une réserve biologique d'État située dans la zone ouest de la ville de Rio de Janeiro, dans l'État de Rio de Janeiro, au Brésil. Elle protège une zone importante de mangroves et de zones humides à l'est de Barra de Guaratiba.

## Environnement
La réserve se trouve dans le bairro de Guaratiba, dans la partie orientale de la baie de Sepetiba, à l'extrème ouest de Rio. Elle couvre environ 3360 hectares et protège un important vestige de mangrove dans la zone métropolitaine de Rio de Janeiro. Les mangroves couvrent 1600 hectares  et sont les mieux préservées de l'État. La réserve comprend également des zones humides et des zones modifiées à divers stades de régénération. Il y a 34 sites archéologiques dans la réserve, les artefacts étant sous la garde du Musée national. L'endroit reste un point de passage important pour les oiseaux migrateurs.

## Histoire
La Réserve Biologique et Archéologique de Guaratiba (Reserva Biológica e Arqueológica de Guaratiba) a été créée le 20 novembre 1974. Elle tire son nom des ibis (guarás) qui fréquentaient la région. Des zones urbanisées ont été retirées de la réserve, tandis que d'autres zones écologiquement importantes ont été ajoutées au cours des années qui ont suivi.
La réserve a été redéfinie par la loi d'État n° 54.015 du 31 mars 1982, avec une superficie initiale de 2800 hectares. Cette loi assigne la zone à l'armée, qui y construit quelques logements, aujourd'hui désaffectés. D'autres modifications de ses limites ont été apportées le 10 décembre 2002. Le 3 décembre 2010, elle a été reclassée en tant que réserve biologique d'État de Guaratiba (Reserva Biológica Estadual de Guaratiba), avec une protection complète dans le cadre du système national des aires de conservation (SNUG).

## Conservation
La réserve biologique d'État est une "réserve naturelle stricte" selon la classification des aires protégées de l’UICN, avec une superficie terrestre de 3611 hectares. Avec cette classification, l'objectif est de protéger entièrement le biote sans interférence humaine directe. La réserve fait partie de la réserve de Forêt Atlantique, déclarée par l'UNESCO en 1992. Elle fait également partie du corridor de biodiversité de la Serra do Mar et de la Mosaïque carioca, créé le 11 juillet 2011.
En janvier 2011, l'Institut national de l'environnement (INEA) a déclaré qu'il prévoyait de construire une clôture autour de la réserve pour décourager les intrus. Interrogé sur l'effet sur les pêcheurs de crabe locaux, qui n'avaient pas d'autres moyens de subsistance, l'INEA a déclaré que cette activité était illégale, mais qu'à titre de mesure temporaire au cas par cas, une partie de la pêche au crabe serait autorisée. Le but était de l'éliminer complètement.